# Hyalonema thamnophorum
Hyalonema thamnophorum är en svampdjursart som först beskrevs av Isao Ijima 1927.  Hyalonema thamnophorum ingår i släktet Hyalonema och familjen Hyalonematidae. Inga underarter finns listade i Catalogue of Life.